# Тайлер (Міннесота)
Тайлер (англ. Tyler) — місто (англ. city) в США, в окрузі Лінкольн штату Міннесота. Населення — 1138 осіб (2020).

## Географія
Тайлер розташований за координатами 44°16′45″ пн. ш. 96°8′6″ зх. д. / 44.27917° пн. ш. 96.13500° зх. д. (44.279123, -96.134976).  За даними Бюро перепису населення США в 2010 році місто мало площу 5,20 км², з яких 5,09 км² — суходіл та 0,11 км² — водойми.

## Демографія
Згідно з переписом 2010 року, у місті мешкали 1143 особи в 520 домогосподарствах у складі 292 родин. Густота населення становила 220 осіб/км².  Було 583 помешкання (112/км²).
Расовий склад населення:
| - 96,9 % — білих - 0,3 % — корінних американців - 0,3 % — чорних або афроамериканців - 0,2 % — азіатів - 1,0 % — осіб інших рас |

До двох чи більше рас належало 1,2 %. Частка іспаномовних становила 2,4 % від усіх жителів.
За віковим діапазоном населення розподілялося таким чином: 21,9 % — особи молодші 18 років, 51,8 % — особи у віці 18—64 років, 26,3 % — особи у віці 65 років та старші. Медіана віку мешканця становила 46,1 року. На 100 осіб жіночої статі у місті припадало 92,7 чоловіків;  на 100 жінок у віці від 18 років та старших — 87,2 чоловіків також старших 18 років.
Середній дохід на одне домашнє господарство  становив 51 302 долари США (медіана — 48 125), а середній дохід на одну сім'ю — 62 904 долари (медіана — 64 943). Медіана доходів становила 41 080 доларів для чоловіків та 30 795 доларів для жінок. За межею бідності перебувало 12,4 % осіб, у тому числі 10,8 % дітей у віці до 18 років та 19,7 % осіб у віці 65 років та старших.
Цивільне працевлаштоване населення становило 603 особи. Основні галузі зайнятості: освіта, охорона здоров'я та соціальна допомога — 35,8 %, транспорт — 8,3 %, мистецтво, розваги та відпочинок — 7,3 %, роздрібна торгівля — 6,8 %.